# Большой швейцарский зенненхунд
Большой швейцарский зенненхунд (нем. Grosser Schweizer Sennenhund или фр. Grand Bouvier Suisse) — порода собак, созданная в швейцарских Альпах. Вероятно, большой швейцарский зенненхунд является результатом скрещивания коренных собак и больших мастифов, привезённых в Швейцарию иностранными поселенцами. Когда-то порода была очень популярна в Швейцарии. Известно, что в конце XIX века порода почти вымерла, так как работу этой породы делали представители других пород или машины.
Собака этой породы большая, с тяжёлыми костями и большой физической силой, но всё же достаточно проворная, чтобы выполнить универсальные обязанности на ферме, как её и используют. По стандарту породы, шерсть должна быть трёх цветов: белого, чёрного и рыжего.
Представители породы, как правило, общительны, активны, спокойны и удовлетворены своим положением в семье. Среди четырёх зенненхундов или швейцарских пастушьих собак, как их ещё называют, эту породу считают самой старой, а собак самыми большими.

## История

### История породы
О происхождении больших швейцарских зенненхундов достоверно не известно. До начала XX века отдалённые области Швейцарских альп были почти полностью изолированы от мировой цивилизации в течение многих веков. Породы собак создавались в результате инбридинга, а щенки отдавались соседям и членам семьи.
Есть несколько теорий о происхождении четырёх пород зенненхунд. Самая популярная теория гласит, что собаки произошли от собак большого мастифного типа, которые сопровождали римские легионы во вторжении в Альпы более 2000 лет назад.
Вторая теория гласит, что в 1100 г. до н. э. финикийцы принесли большие породы собак с их поселений в Испании. Эти собаки позже переселились на Восток и оказали большое влияние на разведение таких пород, как испанский мастиф, пиренейская горная собака, и зенненхунд.